# Дерябкіно (Воронезька область)
Дерябкіно (рос. Дерябкино) — село в Аннинському районі Воронезької області Російської Федерації.
Населення становить 489 осіб (2018). Входить до складу муніципального утворення Дерябкінське сільське поселення.

## Історія
Населений пункт розташований у історичному регіоні Чорнозем'я. Від 1928 року належить до Аннинського району, спочатку в складі Центрально-Чорноземної області, а від 1934 року — Воронезької області.
Згідно із законом від 15 жовтня 2004 року входить до складу муніципального утворення Дерябкінське сільське поселення.

## Населення
| 2000 | 2005 | 2010 | 2012 | 2013 | 2014 | 2015 |
| ---- | ---- | ---- | ---- | ---- | ---- | ---- |
| 769  | ↘674 | ↘575 | ↘557 | ↘539 | ↘528 | ↘501 |
| 2016 | 2017 | 2018 |      |      |      |      |
| ↗503 | ↘489 | →489 |      |      |      |      |